# Old Gippstown Historic Park
Old Gippstown Historic Park är en park i Australien. Den ligger i kommunen Latrobe och delstaten Victoria, omkring 120 kilometer öster om delstatshuvudstaden Melbourne. Old Gippstown Historic Park ligger 80 meter över havet.
Närmaste större samhälle är Moe, nära Old Gippstown Historic Park. 
I omgivningarna runt Old Gippstown Historic Park växer i huvudsak städsegrön lövskog. Runt Old Gippstown Historic Park är det ganska tätbefolkat, med 54 invånare per kvadratkilometer. Genomsnittlig årsnederbörd är 1 343 millimeter. Den regnigaste månaden är juni, med i genomsnitt 189 mm nederbörd, och den torraste är januari, med 59 mm nederbörd.